# رامیز مهدی‌اف
رامیز مهدی‌اِف (ترکی آذربایجانی: Ramiz Ənvər oğlu Mehdiyev) سیاستمدار و استاد اهل جمهوری آذربایجان است، که هم‌اکنون به عنوان رئیس آکادمی ملی علوم جمهوری آذربایجان فعالیت دارد.
وی پیشتر رئیس نهاد ریاست جمهوری آذربایجان بود.

## زندگی‌نامه
رامیز مهدی‌اف در ۱۷ آوریل سال ۱۹۳۸، در شهر باکوی آذربایجان شوروی سابق زاده شد. پدرش اصالتاً اهل شهرستان شرور جمهوری خودمختار نخجوان بود. وی در سال 1942 در جنگ جهانی دوم در جبهه کریمه کشته شد. دوران دشوار کودکی و آشفتۀ جوانی را به سرپرستی پدربزرگ مادریش حاجی‌بالا علی‌اف در نخجوان گذراند. او در «مکتب دریایی باکو» (اکنون: آکادمی دولتی نیروی دریایی آذربایجان) تحصیل گرفت و در سال ۱۹۵۷ دانش‌آموخته گردید.

## کارنامه در دوره شوروی سابق
رامیز مهدی‌اف همزمان با اینکه در سال ۱۹۵۷ به عنوان مهندسی دریا در «ناوگان دولتی نفتی دریای خزر» استخدام شد، در شعبه محلی کومسومول نیز حضور فعال‌تری یافت. در سال ۱۹۶۱ وارد دانشکده تاریخ دانشگاه دولتی آذربایجان شد. به دلیل فعالیت‌هایش در کومسومول مورد توجه مقامات حزب کمونیست آذربایجان شوروی قرار گرفت، به نحوی که در سال ۱۹۶۵ به مشاوری دانشجویان در «سازمان پیشگامان اتحاد شوروی به اسم ولادیمیر لنین» ارتقاء مقام یافت.
در آن بازه زمانی بود که، با حیدر علی‌اف، که اهل نخجوان بود و یک مقام بلندپایه در کاگ‌ب آذربایجان واقع در انتهای خیابان قرارگیری دانشگاه یادشده داشت، آشنا شد. در سال ۱۹۶۷، وی به دبیری شاخه کومسومول حزب کمونیست در آذربایجان رسید. او در سال ۱۹۶۸ وارد مقطع دکترای رشته فلسفه اجتماعی دانشگاه دولتی مسکو شد.
هنگامی که مهدی‌اف در دانشگاه درس می‌خواند، در سال ۱۹۶۹ حیدر علی‌اف به عنوان دبیرکل کمیته مرکزی حزب کمونیست آذربایجان انتخاب شد. با دفاع از پایان‌نامه خود، با عنوان ولادیمیر لنین در تعامل‌های ملی‌گرایی و فرصت طلبی، مهدی‌اف دکترای خود را در ماه مه سال ۱۹۷۲ دریافت کرد. بلافاصله به باکو بازگشت و به عنوان استاد به بخش کمونیسم علمی دانشگاه دولتی باکو استخدام شد.
از سال ۱۹۷۲، وی در گروه کمونیسم علمی دانشگاه دولتی آذربایجان، ابتدا به عنوان معلم و سپس به عنوان معلم ارشد مشغول به کار شد. در سال ۱۹۷۴ بود که وی به عنوان سخنران بخش ایدئولوژی و تبلیغات و نیز دستیار رئیس کمیته علم و آموزش و پرورش حزب کمونیست آذربایجان تعیین شد. در سال ۱۹۷۸، به مقام دبیری کل اداره «۲۶ کمیسر باکو» رسید. در دسامبر سال 1993، رامیز مهدی‌اف برای دریافت درجۀ دکترای علوم فلسفه از رساله خود با عنوان «روابط بین‌الملل: مشکلات نظری و سیاسی» دفاع نمود.

## سال‌های بعدی
در سال ۱۹۸۸، به سکانداری بخش «انستیتوی تحقیقات سیاسی» آکادمی ملی علوم آذربایجان رسید. رامیز مهدی‌اف در طی سال‌های ۱۹۸۰ تا ۱۹۹۰ در دو دوره «شورای عالی آذربایجان» (پارلمان) نماینده بود. در پی استقلال آذربایجان از شوروی، در سال ۱۹۹۵ نیز به مجلس ملی راه یافت.
رامیز مهدی‌اف به فرمان حیدر علی‌اف مورخ ۷ فوریه سال ۱۹۹۵ به عنوان رئیس نهاد ریاست جمهوری این کشور منصوب گردید، که تا به حال در این سمت ابقا شده‌است. او از سال ۲۰۰۷ عضویت حقیقی در آکادمی ملی علوم این کشور دارد. زمامداری مجله «فلسفه و علوم اجتماعی و سیاسی»، وابسته به «انجمن فلسفه و علوم اجتماعی و سیاسی آذربایجان» نیز به عهده رامیز مهدی‌اف است.

## فعالیت علمی
رامیز مهدی‌اف بیش از ۲۵۰ مقاله علمی پیرامون پدیده‌های اجتماعی، توسعه اقتصادی و فلسفه و دیالکتیک با تمرکز بر توسعه دوران پساشوروی آذربایجان به نگارش درآورده است. وی همچنین بیش از ۲۰ کتاب منتشر ساخته‌است، که ۷ جلد از آنها به زبان‌های مختلف ترجمه شده‌است. همان کتاب‌ها شامل «روابط بین قومی در اواخر قرن بیستم» (موضوع تز دکترای دومش)، «واقعیت‌های نسل‌کشی آذربایجانیان»، «دیالکتیک رشد آذربایجان»، «آذربایجان: میراث تاریخی و فلسفه استقلال»، «کتاب درسی فلسفی»، «جمهوری آذربایجان: فرا خوان‌ها برای جهانی شدن»، «انتخابات پارلمانی سال ۲۰۰۵: تحلیل مقدماتی، ایده‌ها، گشایش راه‌ها به جامعه مدنی»، «در مسیر ایدئولوژی ملی»، «دولت‌داری و استقلال در دو جلد»، «در مسیر دموکراسی و تنظیم راهبرد توسعه: خط مشی نوسازی» است.
رامیز مهدی‌اف از سال ۲۰۰۱ در آکادمی علوم نیویورک عضویت دارد. در آوریل ۲۰۰۷ عضو حقیقی آکادمی ملی علوم آذربایجان انتخاب گشت. وی همچنین رئیس گروه سیاستگذاری پرسنل و انتخاب کارمند دولت آکادمی مدیریت دولتی وابسته به ریاست جمهوری آذربایجان است.

## گزیدۀ آثار
- -	میراث سیاسی دورۀ خانات تاریخ ما در پرتو اسناد؛
- -	شاه اسماعیل صفوی: مجموعۀ اسناد دیپلماتیک تاریخی؛
- -	روابط دیپلماسی ایران و جمهوری خلق آذربایجان در پرتو منابع کمیسیون فوق‌العادۀ قفقاز (1919-1920)؛
- -	انتخابات پارلمانی سال 2005: تحلیل مقدماتی، ایده‌ها، گشایش راه‌ها به جامعۀ مدنی؛
- -	در مسیر دموکراسی و تنظیم راهبرد توسعه: خط‌مشی نوسازی؛
- -	جمهوری آذربایجان: فراخوان‌ها برای جهانی شدن؛
- -	آذربایجان: میراث تاریخی و فلسفه استقلال؛
- -	حیدر علی‌اف و ایدئولوژی آذربایجانیسم؛
- -	روابط بین‌قومی در اواخر قرن بیستم؛
- -	دولت‌داری و استقلال (در دو جلد)؛
- -	نادرشاه افشار، مکالمات دیپلماتیک؛
- -	واقعیت‌های نسل‌کشی آذربایجانیان؛
- -	قره‌باغ کوهستانی در پرتو منابع؛
- -	دیالکتیک رشد آذربایجان؛
- -	در مسیر ایدئولوژی ملی؛
- -	فلسفه (کتاب درسی)؛[۱۰]

## نشان‌ها
- نشان پرچم سرخ کار (1986)
- نشان «استقلال» (2008)
- نشان «دوستی» (2008) جمهور فدراسیون روسیه
- نشان «شهرت» جمهوری آذربایجان (2018)[۱۱]
- جایزۀ «حیدر علی‌اف» توسط رئیس جمهور آذربایجان (2019)[۱۲]